# نیل یانگ (بازیکن فوتبال، زاده ۱۹۴۴)
نیل یانگ (انگلیسی: Neil Young; ۱۷ فوریهٔ ۱۹۴۴ – ۳ فوریهٔ ۲۰۱۱) بازیکن فوتبال در پست مهاجم اهل انگلستان بود.

## باشگاهی
از باشگاه‌هایی که در آن بازی کرده‌است می‌توان به باشگاه فوتبال پرستون نورث اند، باشگاه فوتبال روچدیل و باشگاه فوتبال منچستر سیتی اشاره کرد.